# Station Nové Mesto nad Váhom
Station Nové Mesto nad Váhom is een treinstation in de Slowaakse gemeente Nové Mesto nad Váhom. 

## Ligging
Het station is gelegen in het westen van Slowakije, op de kruising van de spoorlijnen nummers 120 (Bratislava – Žilina) en 121 (Nové Mesto nad Váhom – Veselí nad Moravou (Tsjechië)). 
Op het grondgebied van de gemeente "Nové Mesto nad Váhom", ligt het station in zuidoostelijke richting, aan de straat: « Železničná ».

## Geschiedenis
In het kader van de modernisering van lijn 120 tussen Piešťany en Nové Mesto nad Váhom (20 km) en de aanpassingswerken voor een lijnsnelheid van 160 km/u (van mei 2006 tot december 2008) werd ook het station Nové Mesto nad Váhom onder handen genomen. In maart 2007 begonnen de aanpassingen. Benevens de vervanging van de ballast en de rails, werden ook de voetgangersonderdoorgang, de dakbedekking en de perrons gerenoveerd. Er werd een geluidsmuur gebouwd, een tunnel en een fietsenstalling.

## Lijnen
- Lijn 120: Bratislava – Žilina
- Lijn 121: Veselí nad Moravou – Nové Mesto nad Váhom (verbinding met Tsjechië)

## Dienstverlening
Anno 2025 is er in het station een loket met personeel van de operator ŽSSK aanwezig. Deze bedienden verstrekken inlichtingen en verzekeren de aanmaak van vervoerbewijzen in binnenverkeer en internationaal verkeer. Voor de openingsuren van dit loket: zie de onderstaande externe link: "ŽSSK - Loket - Openingsuren".
Tegenover het treinstation is er een bushalte.